# Alejandra Andreu
Pour les articles homonymes, voir Andreu.
| Miss Universe      | Dayana Mendoza   |
| Miss World         | Ksenia Sukhinova |
| Miss Earth         | Karla Henry      |
| Miss International | Alejandra Andreu |

Alejandra Andreu (née le 25 février 1990) est une reine de beauté espagnole qui a remporté le titre de Miss International 2008, concours organisé à Macao le 8 novembre 2008. Elle a aussi remporté le prix de Miss Photogenic du concours. Par cette victoire, l'Espagne remporte sa 3e couronne au concours Miss International, les précédentes gagnantes furent Pilar Medina en 1977 et Silvia de Esteban en 1990. C'est aussi le premier titre à un des 4 grands concours de beauté pour l'Espagne depuis 1990. Alejandra est l'une des plus jeunes gagnantes de l'histoire du concours, elle n'avait alors que 18 ans.
Elle a représenté Saragosse au concours Miss Espagne 2008, où elle a terminé comme seconde dauphine.  La première dauphine, Claudia Moreo, venant de Madrid, fut une des 10 finalistes du concours Miss Univers, organisé au Vietnam, et la Miss Espagne 2008, Patricia Rodríguez, de Tenerife a fait partie des demi-finalistes du concours Miss Monde 2008 à Johannesburg.

## Sources
- « Alejandra Andreu - Miss Zaragoza 2008 »(Archive.org • Wikiwix • Archive.is • Google • Que faire ?) (consulté le 4 septembre 2017)

- (en) Cet article est partiellement ou en totalité issu de l’article de Wikipédia en anglais intitulé « Alejandra Andreu » (voir la liste des auteurs).